# Mnichov (Libčeves)
Mnichov (německy Minichhof) je malá vesnice, část obce Libčeves v okrese Louny. Nachází se asi 4 km na jihozápad od Libčevsi. V roce 2011 zde trvale žilo patnáct obyvatel.
Mnichov leží v katastrálním území Mnichov u Loun o rozloze 2,11 km².
V katastrálním území vesnice se nachází čedičový vrch Oblík, který byl vyhlášen národní přírodní rezervací.

## Historie
První písemná zmínka o vesnici pochází z roku 1207.

## Obyvatelstvo
Při sčítání lidu v roce 1921 zde žilo 127 obyvatel (z toho šedesát mužů), z nichž bylo čtrnáct Čechoslováků, 110 Němců a tři cizinci. Až na tři evangelíky se hlásili k římskokatolické církvi. Podle sčítání lidu z roku 1930 měla vesnice 125 obyvatel: třináct Čechoslováků a 112 Němců. Všichni byli římskými katolíky.
|                                                                                 | 1869 | 1880 | 1890 | 1900 | 1910 | 1921 | 1930 | 1950 | 1961 | 1970 | 1980 | 1991 | 2001 | 2011 |
| ------------------------------------------------------------------------------- | ---- | ---- | ---- | ---- | ---- | ---- | ---- | ---- | ---- | ---- | ---- | ---- | ---- | ---- |
| Obyvatelé                                                                       | 143  | 161  | 145  | 124  | 121  | 127  | 125  | 87   | 63   | 41   | 27   | 17   | 19   | 15   |
| Domy                                                                            | 29   | 30   | 31   | 32   | 32   | 33   | 30   | 29   | .    | 15   | 12   | 15   | 15   | 16   |
| Počet domů z roku 1961 je zahrnut v celkovém počtu domů místní části Charvatce. |      |      |      |      |      |      |      |      |      |      |      |      |      |      |

## Galerie

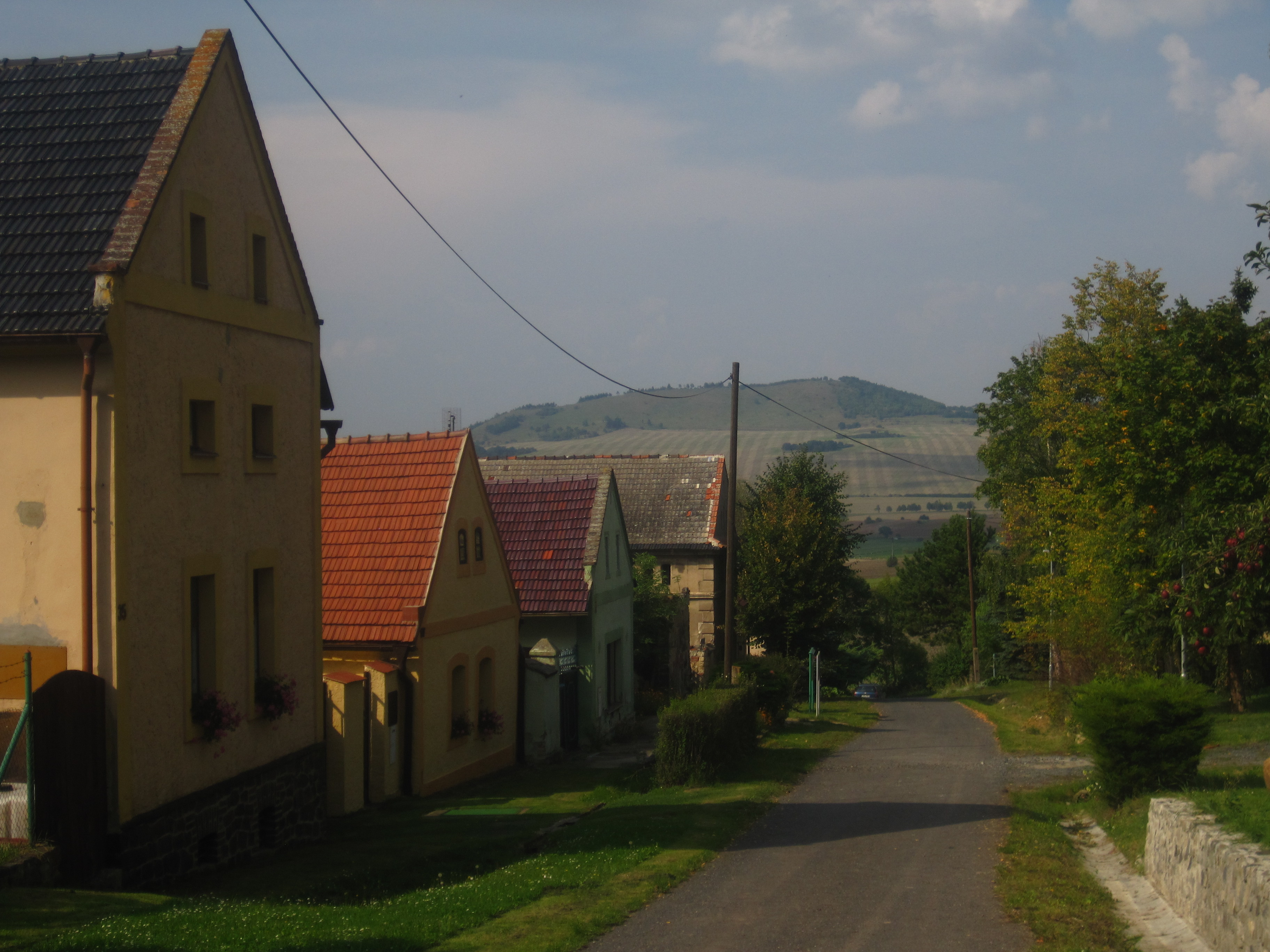
Průhled vsi s Dlouhou horou v pozadí
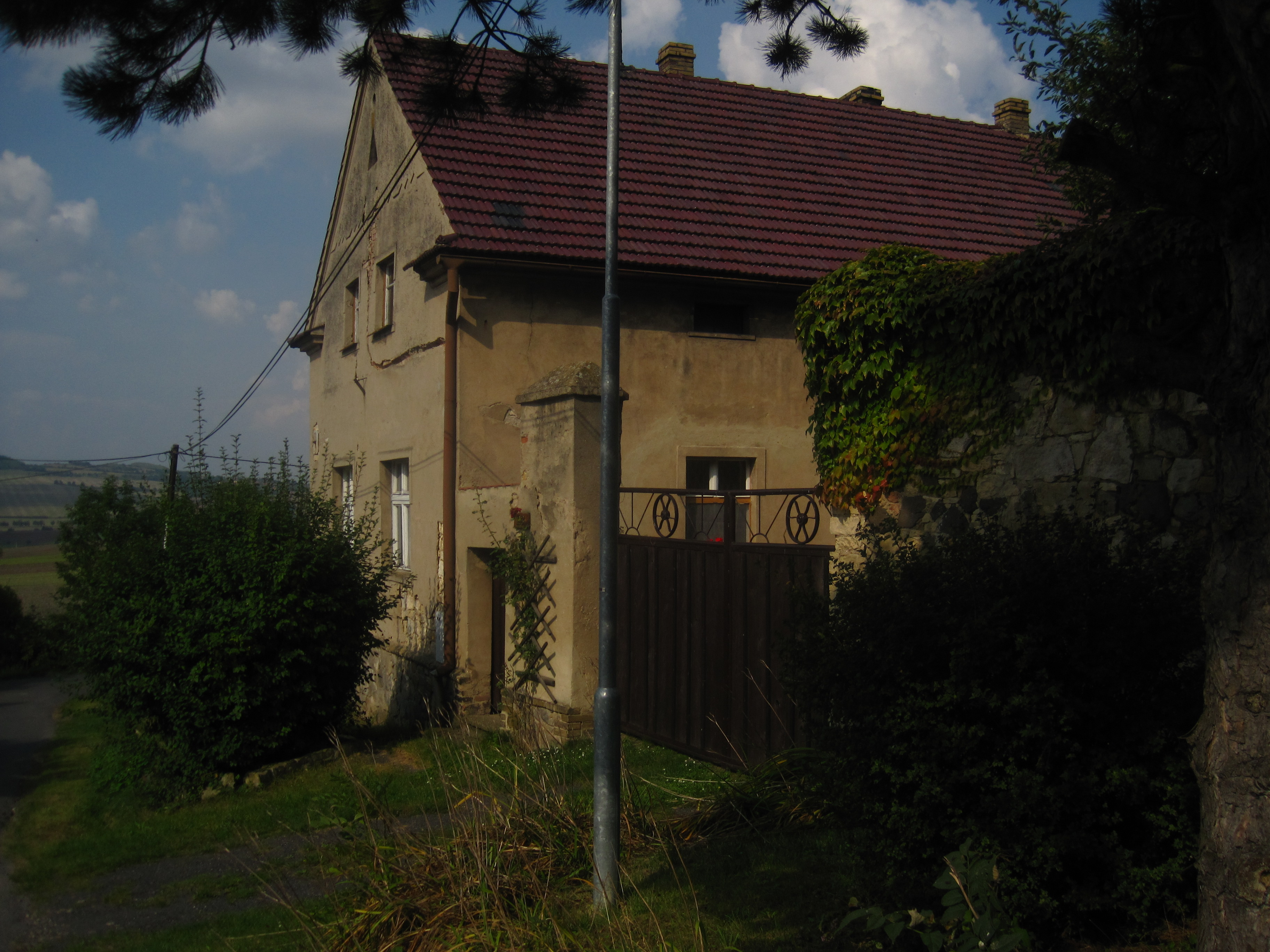
Statek čp. 23
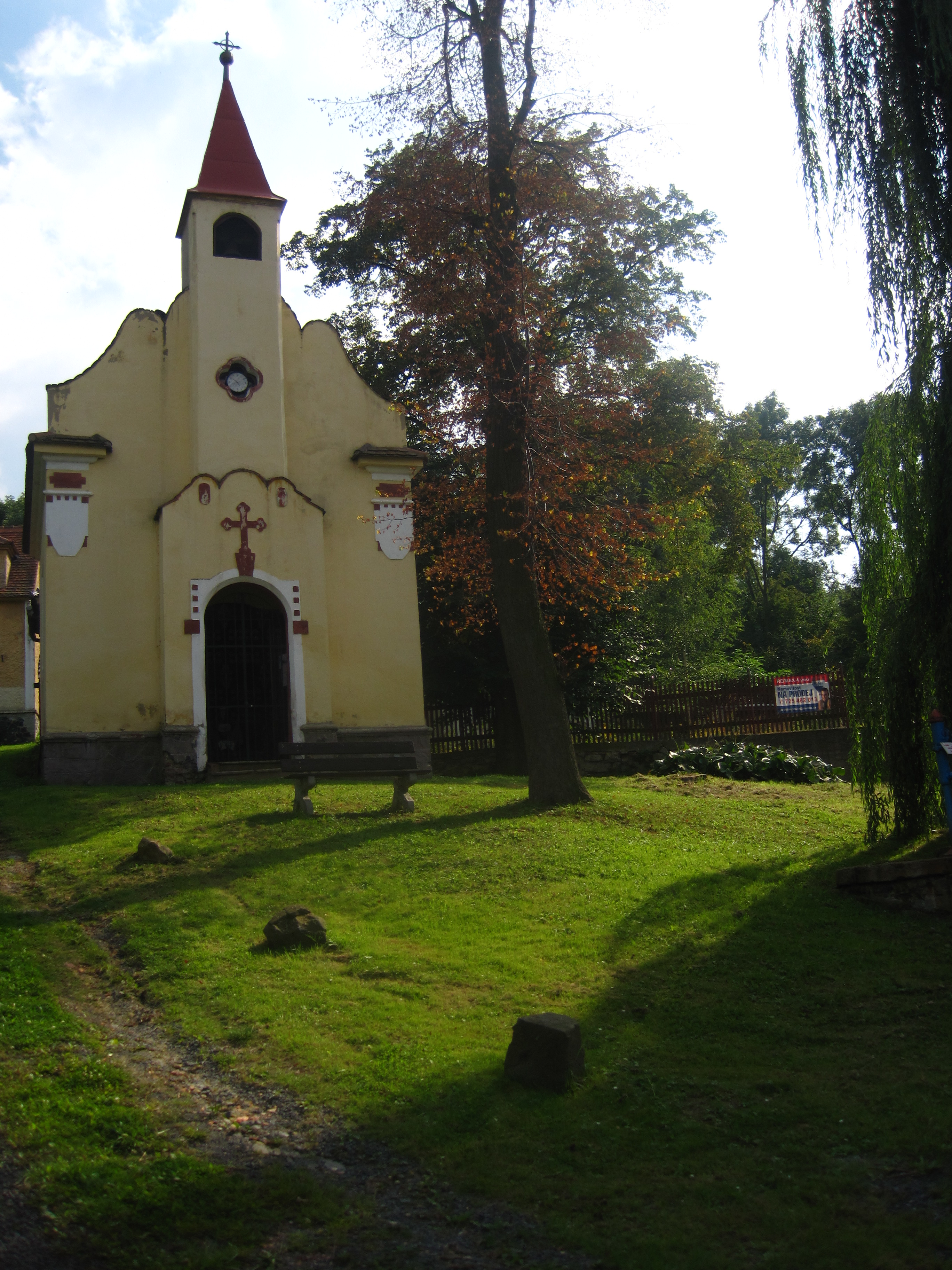
Kaplička
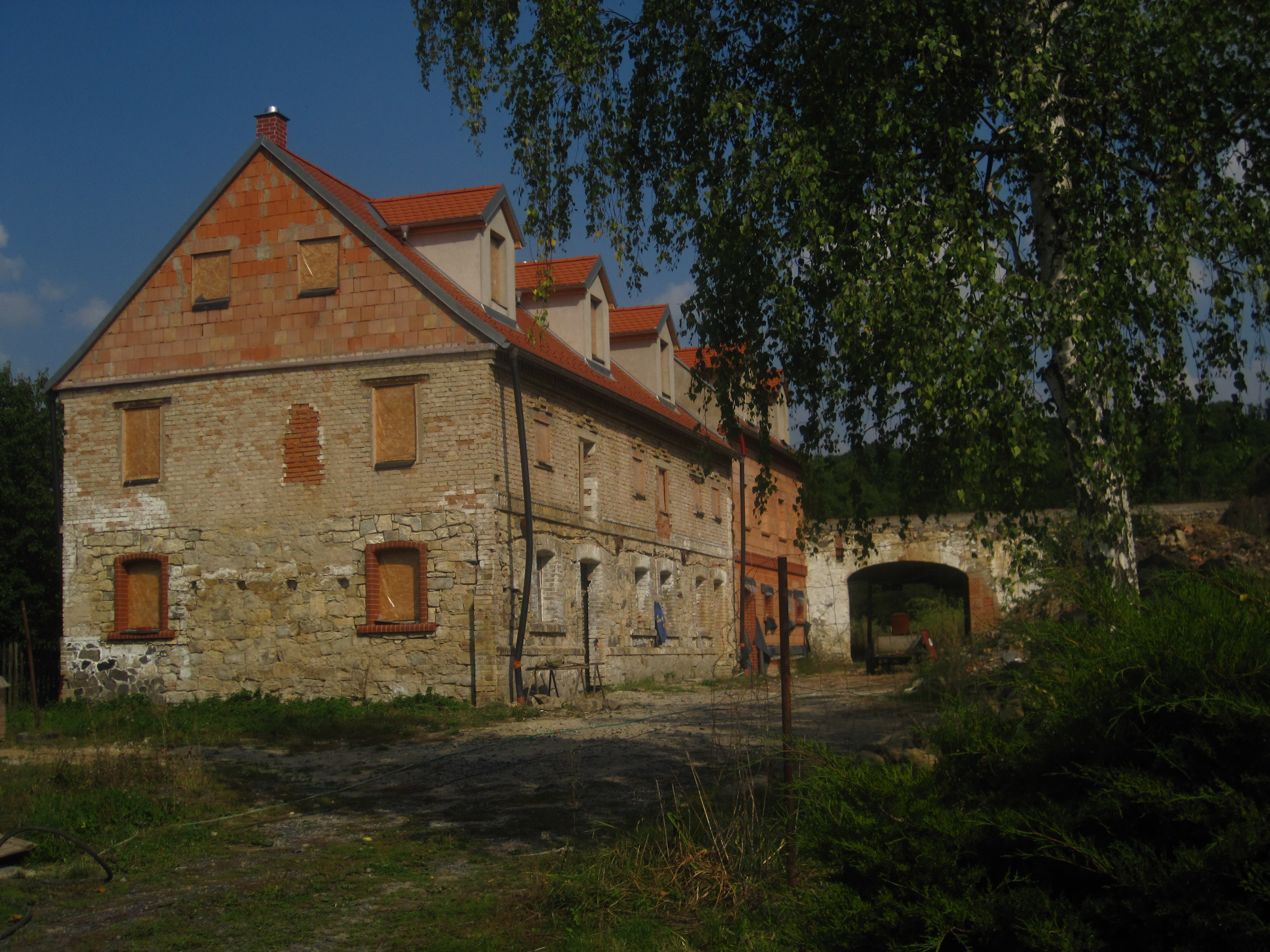
Statek čp. 5